# Lyriothemis defonsekai
Lyriothemis defonsekai – gatunek ważki z rodziny ważkowatych (Libellulidae).